# Payonan Gadang
Payonan Gadang is een bestuurslaag in het regentschap Aceh Selatan van de provincie Atjeh, Indonesië. Payonan Gadang telt 709 inwoners (volkstelling 2010).